# Lynn Williams (atletinja)
Lynn Kanuka-Williams, kanadska atletinja, * 11. julij 1960, Regina, Saskatchewan, Kanada.
Nastopila je na poletnih olimpijskih igrah v letih 1984 in 1988, leta 1984 je osvojila bronasto medaljo v teku na 3000 m, leta 1988 pa peto mesto v teku na 1500 m in osmo v teku na 3000 m. Na igrah Skupnosti narodov je leta 1986 osvojila zlato medaljo v teku na 3000 m in bronasto v teku na 1500 m.